# Liste des monuments historiques de Nantes
Cet article recense les monuments historiques de Nantes, en France.

## Statistiques
Nantes compte 124 édifices comportant au moins une protection au titre des monuments historiques, soit 35 % des monuments historiques du département de la Loire-Atlantique. Nantes est la 19e ville française comptant le plus de monuments historiques. Sur l'ensemble de ces monuments, 23 édifices comportent au moins une partie classée ; les 101 autres sont inscrits.
La répartition géographique de ces édifices sur le territoire de la commune est très inégale selon les quartiers : ainsi, 80 d'entre eux sont localisés dans le centre-ville, 20 dans le quartier Malakoff - Saint-Donatien et 9 dans le quartier Dervallières - Zola. Les quartiers de Bellevue - Chantenay - Sainte-Anne, Hauts-Pavés - Saint-Félix, Breil - Barberie, Nantes Erdre, Doulon - Bottière et Nantes Sud possèdent de 1 à 3 monuments historiques sur leurs territoires respectifs, tandis que l'île de Nantes et le quartier Nantes Nord sont les deux seuls quartiers à en être dépourvu.
Le graphique suivant résume le nombre d'actes de protection par décennie (ou par année avant 1880) :

## Liste
| Monument                                                | Adresse                                                              | Coordonnées                        | Notice         | Protection      | Date      | Illustration |
| ------------------------------------------------------- | -------------------------------------------------------------------- | ---------------------------------- | -------------- | --------------- | --------- | --- |
| Basilique Saint-Nicolas                                 | Place Félix-Fournier                                                 | 47° 12′ 55″ nord, 1° 33′ 28″ ouest | « PA00108661 » | Classé          | 1985 1986 | Basilique Saint-Nicolas |
| Cathédrale Saint-Pierre-et-Saint-Paul                   | Place Saint-Pierre                                                   | 47° 13′ 06″ nord, 1° 33′ 03″ ouest | « PA00108654 » | Classé          | 1862      | Cathédrale Saint-Pierre-et-Saint-Paul |
| Chapelle Notre-Dame-de-Bonsecours                       | 1bis quai Turenne 12 rue Bon-Secours                                 | 47° 12′ 48″ nord, 1° 33′ 13″ ouest | « PA00108655 » | Inscrit         | 1984      | Chapelle Notre-Dame-de-Bonsecours |
| Chapelle Notre-Dame-de-l'Immaculée-Conception           | Rue Malherbe                                                         | 47° 13′ 05″ nord, 1° 32′ 47″ ouest | « PA00108850 » | Inscrit         | 1991      | Chapelle Notre-Dame-de-l'Immaculée-Conception |
| Chapelle Saint-Étienne                                  | Place des Enfants-Nantais                                            | 47° 13′ 45″ nord, 1° 32′ 30″ ouest | « PA00108656 » | Inscrit         | 1984      | Chapelle Saint-Étienne |
| Château des ducs de Bretagne                            |                                                                      | 47° 12′ 56″ nord, 1° 32′ 59″ ouest | « PA00108657 » | Classé          | 1840      | Château des ducs de Bretagne |
| Château du Grand-Blottereau                             | Boulevard Auguste-Péneau                                             | 47° 13′ 34″ nord, 1° 30′ 39″ ouest | « PA00108658 » | Classé          | 1966      | Château du Grand-Blottereau |
| La Cigale                                               | Place Graslin                                                        | 47° 12′ 46″ nord, 1° 33′ 43″ ouest | « PA00108653 » | Classé          | 1964      | La Cigale |
| Couvent de la Visitation                                | 108 rue Gambetta                                                     | 47° 13′ 13″ nord, 1° 32′ 52″ ouest | « PA00108659 » | Inscrit         | 1925      | Couvent de la Visitation |
| Église Notre-Dame-de-Bon-Port                           | Place du Sanitat                                                     | 47° 12′ 37″ nord, 1° 34′ 08″ ouest | « PA00108660 » | Inscrit         | 1975      | Église Notre-Dame-de-Bon-Port |
| Église Saint-Jacques de Pirmil                          | Rue Saint-Jacques                                                    | 47° 11′ 47″ nord, 1° 32′ 18″ ouest | « PA44000011 » | Inscrit         | 1997      | Église Saint-Jacques de Pirmil |
| Église Saint-Martin de Chantenay                        | Rue de Tréméac                                                       | 47° 11′ 58″ nord, 1° 35′ 34″ ouest | « PA00108844 » | Inscrit         | 1990      | Église Saint-Martin de Chantenay |
| Ensemble paroissial, dont l'église Sainte-Thérèse       | Place Alexandre-Vincent, Rue Chanoine-Larose                         | 47° 13′ 56″ nord, 1° 34′ 40″ ouest | « PA44000046 » | Inscrit         | 2011      | Image manquante Téléverser |
| Enceinte gallo-romaine                                  | rue des Cordeliers                                                   | 47° 13′ 08″ nord, 1° 33′ 10″ ouest | « PA00108662 » | Classé          | 1926      | Enceinte gallo-romaine |
| Hôpital Saint-Jacques                                   | Rue Saint-Jacques                                                    | 47° 11′ 50″ nord, 1° 32′ 14″ ouest | « PA44000012 » | Inscrit         | 1997 2007 | Hôpital Saint-Jacques |
| Hôtel d'Aux                                             | 2 place Maréchal-Foch Rue Tournefort                                 | 47° 13′ 11″ nord, 1° 33′ 02″ ouest | « PA00108724 » | Inscrit         | 1954 2012 | Hôtel d'Aux |
| Hôtel Cazenove de Pradines                              | 17 rue Georges-Clemenceau                                            | 47° 13′ 07″ nord, 1° 32′ 52″ ouest | « PA00108668 » | Inscrit         | 1988      | Hôtel Cazenove de Pradines |
| Hôtel Deurbroucq                                        | 5 allée de l'Île-Gloriette                                           | 47° 12′ 40″ nord, 1° 33′ 28″ ouest | « PA00108663 » | Inscrit         | 1945      | Hôtel Deurbroucq |
| Hôtel Garreau                                           | 13 rue Dobrée                                                        | 47° 12′ 38″ nord, 1° 34′ 09″ ouest | « PA00108664 » | Inscrit         | 1975      | Hôtel Garreau |
| Hôtel Grou                                              | 32 rue Kervégan 2 place de la Petite-Hollande                        | 47° 12′ 44″ nord, 1° 33′ 25″ ouest | « PA00108723 » | Inscrit         | 1932 1986 | Hôtel Grou |
| Hôtel de Goulaine de Harrouys                           | 14 rue du Château                                                    | 47° 12′ 59″ nord, 1° 33′ 09″ ouest | « PA00108846 » | Inscrit         | 1991      | Hôtel de Goulaine de Harrouys |
| Hôtel Leglas-Maurice                                    | 134 rue Paul-Bellamy                                                 | 47° 13′ 42″ nord, 1° 33′ 41″ ouest | « PA44000057 » | Inscrit         | 2015      | Hôtel Leglas-Maurice |
| Hôtel Lelasseur (Chapelle de l'Oratoire)                | 13 rue Henri-IV                                                      | 47° 13′ 09″ nord, 1° 32′ 54″ ouest | « PA00108665 » | Classé          | 1952      | Hôtel Lelasseur (Chapelle de l'Oratoire) |
| Hôtel Montaudouin                                       | Place Maréchal-Foch                                                  | 47° 13′ 09″ nord, 1° 33′ 03″ ouest | « PA00108666 » | Inscrit         | 1951      | Hôtel MontaudouinLa désignation « hôtel Montaudouin », initialement réservée dans la base Mérimée à la partie située au nord de la rue Chauvin, s'est étendue dans l'usage et dans les ouvrages écrits à l'ensemble du bâtiment, y compris à sa partie sud qui devrait être dénommée « hôtel Dulac ». |
| Immeuble                                                | 5 place Maréchal-Foch Cours Saint-Pierre Cours Saint-André           | 47° 13′ 09″ nord, 1° 33′ 03″ ouest | « PA00108725 » | Inscrit         | 1954      | Immeuble |
| Hôtel de la Pilorgerie                                  | 15 rue Georges-Clemenceau                                            | 47° 13′ 07″ nord, 1° 32′ 52″ ouest | « PA00108667 » | Inscrit         | 1988      | Hôtel de la Pilorgerie |
| Hôtel de préfecture de la Loire-Atlantique              | 6 quai Ceineray place Roger-Salengro                                 | 47° 13′ 14″ nord, 1° 33′ 11″ ouest | « PA00108758 » | Inscrit         | 1947      | Hôtel de préfecture de la Loire-Atlantique |
| Hôtel Saint-Aignan                                      | 8 rue Saint-Jean                                                     | 47° 13′ 07″ nord, 1° 33′ 11″ ouest | « PA00108669 » | Inscrit         | 1926      | Hôtel Saint-Aignan |
| Hôtel Saint-Pern                                        | 7 rue Malherbe                                                       | 47° 13′ 05″ nord, 1° 32′ 49″ ouest | « PA00108670 » | Classé          | 1952      | Hôtel Saint-Pern |
| Hôtel Scheult                                           | 8 rue de l'Héronnière Cours Cambronne                                | 47° 12′ 43″ nord, 1° 33′ 44″ ouest | « PA00108671 » | Classé          | 1976      | Hôtel Scheult |
| Hôtel de La Villestreux                                 | 3 place de la Petite-Hollande Rue Kervégan Quai Turenne              | 47° 12′ 43″ nord, 1° 33′ 25″ ouest | « PA00108672 » | Inscrit         | 1932 1986 | Hôtel de La Villestreux |
| Immeuble                                                | 8 rue Aregnaudeau                                                    | 47° 12′ 16″ nord, 1° 34′ 37″ ouest | « PA44000033 » | Inscrit         | 2005      | Immeuble |
| Immeuble                                                | 1 rue d'Argentré rue Tournefort                                      | 47° 13′ 15″ nord, 1° 33′ 05″ ouest | « PA00108673 » | Inscrit         | 1954      | Immeuble |
| Hôtel Urvoy de Saint-Bedan                              | 2 rue d'Argentré rue Tournefort                                      | 47° 13′ 15″ nord, 1° 33′ 06″ ouest | « PA00108674 » | Inscrit         | 1954      | Hôtel Urvoy de Saint-Bedan |
| Immeubles                                               | 3, 5 rue Bossuet                                                     | 47° 13′ 01″ nord, 1° 33′ 18″ ouest | « PA00108679 » | Inscrit         | 1954      | Immeubles |
| Immeuble                                                | 5 place du Bouffay                                                   | 47° 12′ 54″ nord, 1° 33′ 12″ ouest | « PA00108680 » | Inscrit         | 1951      | Immeuble |
| Immeuble                                                | 6 place du Bouffay                                                   | 47° 12′ 53″ nord, 1° 33′ 13″ ouest | « PA00108676 » | Inscrit         | 1951      | Immeuble |
| Immeuble                                                | 1 allée Brancas                                                      | 47° 12′ 51″ nord, 1° 33′ 21″ ouest | « PA00108682 » | Inscrit         | 1935      | Immeuble |
| Immeuble                                                | 2 allée Brancas                                                      | 47° 12′ 51″ nord, 1° 33′ 21″ ouest | « PA00108683 » | Inscrit         | 1935      | Immeuble |
| Immeuble                                                | 3, 4 allée Brancas                                                   | 47° 12′ 50″ nord, 1° 33′ 22″ ouest | « PA00108684 » | Inscrit         | 1935      | Immeuble |
| Immeuble                                                | 5 allée Brancas                                                      | 47° 12′ 50″ nord, 1° 33′ 23″ ouest | « PA00108685 » | Inscrit         | 1935      | Immeuble |
| Immeuble                                                | 6 allée Brancas                                                      | 47° 12′ 50″ nord, 1° 33′ 23″ ouest | « PA00108686 » | Inscrit         | 1935      | Immeuble |
| Immeuble                                                | 7 allée Brancas                                                      | 47° 12′ 50″ nord, 1° 33′ 24″ ouest | « PA00108687 » | Inscrit         | 1935      | Immeuble |
| Immeuble                                                | 1 allée Cassard Allée Brancas                                        | 47° 12′ 51″ nord, 1° 33′ 21″ ouest | « PA00108678 » | Inscrit         | 1935      | Immeuble |
| Immeuble                                                | 15 allée Duguay-Trouin                                               | 47° 12′ 46″ nord, 1° 33′ 24″ ouest | « PA00108688 » | Inscrit         | 1984      | Immeuble |
| Maison Charron                                          | 17 allée Duguay-Trouin 1 place de la Petite-Hollande                 | 47° 12′ 45″ nord, 1° 33′ 26″ ouest | « PA00108727 » | Inscrit         | 1984      | Maison Charron |
| Hôtel de Luynes                                         | 1 rue Du Guesclin Allée Duguay-Trouin (façade) Rue Kervégan (façade) | 47° 12′ 46″ nord, 1° 33′ 21″ ouest | « PA00108690 » | Classé          | 1943      | Hôtel de Luynes |
| Immeuble                                                | 2, 3 allée Flesselles rue de la Paix                                 | 47° 12′ 52″ nord, 1° 33′ 17″ ouest | « PA00108691 » | Inscrit         | 1945      | Immeuble |
| Hôtel Allard                                            | 1 place Général-Mellinet 36 boulevard de Launay                      | 47° 12′ 41″ nord, 1° 34′ 33″ ouest | « PA00108847 » | Inscrit         | 1991 2008 | Hôtel Allard |
| Hôtel de la Marine                                      | 2 place Général-Mellinet                                             | 47° 12′ 42″ nord, 1° 34′ 33″ ouest | « PA00108692 » | Inscrit         | 1988 2011 | Hôtel de la Marine |
| Hôtel Vauloup                                           | 3 place Général-Mellinet                                             | 47° 12′ 43″ nord, 1° 34′ 35″ ouest | « PA00108693 » | Inscrit         | 1988      | Hôtel Vauloup |
| Hôtel Maës                                              | 4 place Général-Mellinet                                             | 47° 12′ 42″ nord, 1° 34′ 37″ ouest | « PA00108694 » | Inscrit Inscrit | 1988 2011 | Hôtel Maës |
| Hôtel Blon-et-Amouroux                                  | 5 place Général-Mellinet                                             | 47° 12′ 41″ nord, 1° 34′ 37″ ouest | « PA00108849 » | Inscrit         | 1991      | Hôtel Blon-et-Amouroux |
| Hôtel particulier                                       | 6 place Général-Mellinet                                             | 47° 12′ 40″ nord, 1° 34′ 37″ ouest | « PA00108848 » | Inscrit         | 1991      | Hôtel particulier |
| Hôtel Philippe                                          | 7 place Général-Mellinet                                             | 47° 12′ 39″ nord, 1° 34′ 35″ ouest | « PA00108695 » | Inscrit Inscrit | 1988 2011 | Hôtel Philippe |
| Hôtel particulier                                       | 8 place Général-Mellinet                                             | 47° 12′ 39″ nord, 1° 34′ 33″ ouest | « PA00108696 » | Inscrit         | 1988      | Hôtel particulier |
| Immeuble                                                | 1 rue de Guérande 2 rue de la Fosse                                  | 47° 12′ 50″ nord, 1° 33′ 32″ ouest | « PA00125639 » | Inscrit         | 1993      | Immeuble |
| Maison Minée                                            | 8 rue Henri-IV                                                       | 47° 13′ 05″ nord, 1° 32′ 52″ ouest | « PA00108706 » | Inscrit         | 1954      | Maison Minée |
| Maison Minée                                            | 9 rue Henri-IV                                                       | 47° 13′ 05″ nord, 1° 32′ 53″ ouest | « PA00108707 » | Inscrit         | 1954      | Maison Minée |
| Maison Minée                                            | 10 rue Henri-IV                                                      | 47° 13′ 05″ nord, 1° 32′ 53″ ouest | « PA00108708 » | Inscrit         | 1954      | Maison Minée |
| Maison Minée                                            | 11 rue Henri-IV                                                      | 47° 13′ 05″ nord, 1° 32′ 53″ ouest | « PA00108709 » | Inscrit         | 1954      | Maison Minée |
| Maison Minée                                            | 12 rue Henri-IV                                                      | 47° 13′ 06″ nord, 1° 32′ 54″ ouest | « PA00108710 » | Inscrit         | 1954      | Maison Minée |
| Hôtel Pépin de Bellisle                                 | 15 rue Henri-IV                                                      | 47° 13′ 10″ nord, 1° 32′ 57″ ouest | « PA44000023 » | Inscrit         | 1957      | Hôtel Pépin de Bellisle |
| Immeuble                                                | 1, 2 allée Jean-Bart Rue du Vieil-Hôpital                            | 47° 12′ 52″ nord, 1° 33′ 19″ ouest | « PA00108716 » | Inscrit         | 1945      | Immeuble |
| Immeuble                                                | 9 rue Kervégan                                                       | 47° 12′ 47″ nord, 1° 33′ 18″ ouest | « PA00108717 » | Inscrit         | 1984      | Immeuble |
| Immeuble (Cour ovale)                                   | 11 rue Kervégan                                                      | 47° 12′ 46″ nord, 1° 33′ 19″ ouest | « PA00108719 » | Classé          | 1984      | Immeuble (Cour ovale) |
| Immeuble                                                | 13 rue Kervégan                                                      | 47° 12′ 46″ nord, 1° 33′ 20″ ouest | « PA00108718 » | Inscrit         | 1985      | Immeuble |
| Immeuble                                                | 19 rue Kervégan                                                      | 47° 12′ 45″ nord, 1° 33′ 22″ ouest | « PA00108720 » | Classé          | 1986 1987 | Immeuble |
| Immeuble                                                | 21 rue Kervégan                                                      | 47° 12′ 46″ nord, 1° 33′ 20″ ouest | « PA00108721 » | Inscrit         | 1984      | Immeuble |
| Immeuble                                                | 28 rue Kervégan                                                      | 47° 12′ 45″ nord, 1° 33′ 24″ ouest | « PA00108722 » | Inscrit         | 1984      | Immeuble |
| Immeuble                                                | 2 rue de la Paix Allée de la Tremperie                               | 47° 12′ 52″ nord, 1° 33′ 15″ ouest | « PA00108726 » | Inscrit         | 1951      | Immeuble |
| Immeuble                                                | 12 allée du Port-Maillard                                            | 47° 12′ 53″ nord, 1° 33′ 08″ ouest | « PA00108729 » | Inscrit         | 1951      | Immeuble |
| Immeuble                                                | 13 allée du Port-Maillard                                            | 47° 12′ 53″ nord, 1° 33′ 09″ ouest | « PA00108730 » | Inscrit         | 1951      | Immeuble |
| Hôtel Ceineray                                          | 1 rue Sully Cours Saint-André                                        | 47° 13′ 12″ nord, 1° 32′ 59″ ouest | « PA00108731 » | Inscrit         | 1954      | Hôtel Ceineray |
| Maison du chapitre                                      | 2 rue Sully Cours Saint-André                                        | 47° 13′ 13″ nord, 1° 32′ 59″ ouest | « PA00108732 » | Inscrit         | 1954      | Maison du chapitre |
| Maison du chapitre                                      | 3 rue Sully Cours Saint-André                                        | 47° 13′ 13″ nord, 1° 33′ 00″ ouest | « PA00108733 » | Inscrit         | 1954      | Maison du chapitre |
| Hôtel Maurice                                           | 4 rue Sully Cours Saint-André                                        | 47° 13′ 14″ nord, 1° 33′ 00″ ouest | « PA00108734 » | Inscrit         | 1954      | Hôtel Maurice |
| Immeuble                                                | 6 rue Sully Cours Saint-André                                        | 47° 13′ 16″ nord, 1° 33′ 02″ ouest | « PA00108735 » | Inscrit         | 1954      | Immeuble |
| Hôtel Cottin de Melleville                              | 1 rue Tournefort Cours Saint-André                                   | 47° 13′ 12″ nord, 1° 33′ 03″ ouest | « PA00108736 » | Inscrit         | 1954      | Hôtel Cottin de Melleville |
| Immeuble                                                | 2 rue Tournefort Cours Saint-André                                   | 47° 13′ 13″ nord, 1° 33′ 03″ ouest | « PA00108737 » | Inscrit         | 1954      | Immeuble |
| Immeuble                                                | 3 rue Tournefort Cours Saint-André                                   | 47° 13′ 13″ nord, 1° 33′ 04″ ouest | « PA00108738 » | Inscrit         | 1954      | Immeuble |
| Hôtel Mellient                                          | 7 rue Tournefort Cours Saint-André                                   | 47° 13′ 16″ nord, 1° 33′ 06″ ouest | « PA00108739 » | Inscrit         | 1954      | Hôtel Mellient |
| Immeuble                                                | 2 allée de la Tremperie                                              | 47° 12′ 52″ nord, 1° 33′ 14″ ouest | « PA00108740 » | Inscrit         | 1951      | Immeuble |
| Immeuble                                                | 3 allée de la Tremperie                                              | 47° 12′ 52″ nord, 1° 33′ 14″ ouest | « PA00108741 » | Inscrit         | 1951      | Immeuble |
| Immeuble                                                | 8 quai Turenne                                                       | 47° 12′ 46″ nord, 1° 33′ 17″ ouest | « PA00108742 » | Inscrit         | 1984      | Immeuble |
| Immeuble (Cour ovale)                                   | 9 quai Turenne                                                       | 47° 12′ 46″ nord, 1° 33′ 18″ ouest | « PA00108743 » | Classé          | 1984      | Immeuble (Cour ovale) |
| Immeuble                                                | 10 quai Turenne                                                      | 47° 12′ 45″ nord, 1° 33′ 19″ ouest | « PA00108745 » | Classé          | 1986      | Immeuble |
| Immeuble                                                | 12 quai Turenne                                                      | 47° 12′ 44″ nord, 1° 33′ 22″ ouest | « PA00108746 » | Classé          | 1988      | Immeuble |
| Immeuble Perraudeau                                     | 13 quai Turenne                                                      | 47° 12′ 44″ nord, 1° 33′ 23″ ouest | « PA00108744 » | Classé          | 1984      | Immeuble Perraudeau |
| Immeuble sur cours Cambronne                            | 2 rue des Cadeniers                                                  | 47° 12′ 40″ nord, 1° 33′ 49″ ouest | « PA00108677 » | Inscrit         | 1949      | Immeuble sur cours Cambronne |
| Immeuble sur cours Cambronne                            | 3 place Graslin 1 rue Piron                                          | 47° 12′ 46″ nord, 1° 33′ 45″ ouest | « PA00108697 » | Inscrit         | 1949      | Immeuble sur cours Cambronne |
| Immeuble sur cours Cambronne                            | 1 rue Gresset                                                        | 47° 12′ 46″ nord, 1° 33′ 46″ ouest | « PA00108698 » | Inscrit         | 1949      | Immeuble sur cours Cambronne |
| Immeuble sur cours Cambronne                            | 3 rue Gresset                                                        | 47° 12′ 46″ nord, 1° 33′ 46″ ouest | « PA00108699 » | Inscrit         | 1949      | Immeuble sur cours Cambronne |
| Immeuble sur cours Cambronne                            | 5 rue Gresset                                                        | 47° 12′ 45″ nord, 1° 33′ 47″ ouest | « PA00108700 » | Inscrit         | 1949      | Immeuble sur cours Cambronne |
| Immeuble sur cours Cambronne                            | 7 rue Gresset                                                        | 47° 12′ 45″ nord, 1° 33′ 48″ ouest | « PA00108701 » | Inscrit         | 1949      | Immeuble sur cours Cambronne |
| Immeuble sur cours Cambronne                            | 9 rue Gresset                                                        | 47° 12′ 44″ nord, 1° 33′ 49″ ouest | « PA00108702 » | Inscrit         | 1949      | Immeuble sur cours Cambronne |
| Immeuble sur cours Cambronne                            | 11 rue Gresset                                                       | 47° 12′ 44″ nord, 1° 33′ 50″ ouest | « PA00108703 » | Inscrit         | 1949      | Immeuble sur cours Cambronne |
| Immeuble sur cours Cambronne                            | 13 rue Gresset                                                       | 47° 12′ 43″ nord, 1° 33′ 51″ ouest | « PA00108704 » | Inscrit         | 1949      | Immeuble sur cours Cambronne |
| Immeuble sur cours Cambronne                            | 15 rue Gresset                                                       | 47° 12′ 42″ nord, 1° 33′ 52″ ouest | « PA00108705 » | Inscrit         | 1949      | Immeuble sur cours Cambronne |
| Immeuble sur cours Cambronne                            | 10 rue de l'Héronnière                                               | 47° 12′ 43″ nord, 1° 33′ 45″ ouest | « PA00108711 » | Inscrit         | 1949      | Immeuble sur cours Cambronne |
| Immeuble sur cours Cambronne                            | 12 rue de l'Héronnière                                               | 47° 12′ 42″ nord, 1° 33′ 46″ ouest | « PA00108712 » | Inscrit         | 1949      | Immeuble sur cours Cambronne |
| Immeuble sur cours Cambronne                            | 14 rue de l'Héronnière                                               | 47° 12′ 41″ nord, 1° 33′ 46″ ouest | « PA00108713 » | Inscrit         | 1949      | Immeuble sur cours Cambronne |
| Immeuble sur cours Cambronne                            | 18 rue de l'Héronnière                                               | 47° 12′ 41″ nord, 1° 33′ 47″ ouest | « PA00108714 » | Inscrit         | 1949      | Immeuble sur cours Cambronne |
| Immeuble sur cours Cambronne                            | 20 rue de l'Héronnière                                               | 47° 12′ 40″ nord, 1° 33′ 48″ ouest | « PA00108715 » | Inscrit         | 1949      | Immeuble sur cours Cambronne |
| Immeuble sur cours Cambronne                            | 3 rue Piron                                                          | 47° 12′ 45″ nord, 1° 33′ 43″ ouest | « PA00108728 » | Inscrit         | 1949      | Immeuble sur cours Cambronne |
| Maison des Apothicaires                                 | 2 rue des Carmes                                                     | 47° 12′ 57″ nord, 1° 33′ 18″ ouest | « PA00108747 » | Classé          | 1922      | Maison des Apothicaires |
| Maison                                                  | 3 rue Du Guesclin                                                    | 47° 12′ 45″ nord, 1° 33′ 20″ ouest | « PA00108748 » | Inscrit         | 1941      | Maison |
| Immeuble CGA                                            | 12-18 rue Racine                                                     | 47° 12′ 51″ nord, 1° 33′ 51″ ouest | « PA44000058 » | Inscrit         | 2015      | Immeuble CGA |
| Maison Trochon                                          | 17 quai de la Fosse                                                  | 47° 12′ 41″ nord, 1° 33′ 39″ ouest | « PA00108749 » | Inscrit         | 1926 2018 | Maison Trochon |
| Hôtel O'Riordan                                         | 70 quai de la Fosse                                                  | 47° 12′ 34″ nord, 1° 33′ 58″ ouest | « PA00108750 » | Classé          | 1938      | Hôtel O'Riordan |
| Hôtel Durbé                                             | 86 quai de la Fosse                                                  | 47° 12′ 31″ nord, 1° 34′ 09″ ouest | « PA00108751 » | Inscrit         | 1926      | Hôtel Durbé |
| Logis Cathuis (disparu)                                 | 19 rue des Hauts-Pavés                                               | 47° 13′ 45″ nord, 1° 33′ 48″ ouest | « PA00108752 » | Inscrit         | 1926      | Logis Cathuis (disparu) |
| Maison                                                  | 7 rue de la Juiverie                                                 | 47° 12′ 56″ nord, 1° 33′ 13″ ouest | « PA00108753 » | Classé          | 1926 1984 | Maison |
| Manoir de la Hautière                                   | 14 rue Claude-Guillon-Verne                                          | 47° 12′ 10″ nord, 1° 34′ 58″ ouest | « PA00108754 » | Inscrit         | 1926      | Manoir de la Hautière |
| Monument aux 50-Otages                                  | Esplanade des Cinq-Communes-Compagnon-de-la-Libération               | 47° 13′ 14″ nord, 1° 33′ 16″ ouest | « PA44000061 » | Inscrit         | 2017      | Monument aux 50-Otages |
| Musée d'Arts                                            | 10 rue Georges-Clemenceau                                            | 47° 13′ 10″ nord, 1° 32′ 50″ ouest | « PA00108755 » | Inscrit         | 1975      | Musée d'Arts |
| Ancien observatoire astronomique de la Marine de Nantes | 18 rue Flandres-Dunkerque-40                                         | 47° 12′ 42″ nord, 1° 33′ 58″ ouest | « PA44000056 » | Inscrit         | 2013      | Ancien observatoire astronomique de la Marine de Nantes |
| Palais de la Bourse                                     | Place du Commerce                                                    | 47° 12′ 46″ nord, 1° 33′ 30″ ouest | « PA00108652 » | Inscrit         | 1947      | Palais de la Bourse |
| Passage Pommeraye                                       |                                                                      | 47° 12′ 49″ nord, 1° 33′ 35″ ouest | « PA00108756 » | Classé          | 1976      | Passage Pommeraye |
| Porte Saint-Pierre                                      | Rue de l'Évêché                                                      | 47° 13′ 08″ nord, 1° 33′ 01″ ouest | « PA00108757 » | Classé          | 1909      | Porte Saint-Pierre |
| Portique de la grue noire                               | 13 boulevard de Chantenay                                            | 47° 11′ 46″ nord, 1° 35′ 16″ ouest | « PA44000072 » | inscrit         | 2022      | Portique de la grue noire |
| Presbytère Saint-Nicolas                                | 3 rue Affre                                                          | 47° 12′ 56″ nord, 1° 33′ 27″ ouest | « PA00108759 » | Inscrit         | 1986      | Presbytère Saint-Nicolas |
| La Psallette                                            | Impasse Saint-Laurent                                                | 47° 13′ 05″ nord, 1° 33′ 00″ ouest | « PA00108651 » | Classé          | 1910      | La Psallette |
| Salle de spectacle de Bel-Air                           | 44 rue de Bel-Air                                                    | 47° 13′ 26″ nord, 1° 33′ 32″ ouest | « PA44000062 » | inscrit         | 2017      | Salle de spectacle de Bel-Air |
| Temple du Goût                                          | 16 allée Duguay-Trouin 30 rue Kervégan                               | 47° 12′ 45″ nord, 1° 33′ 25″ ouest | « PA00108689 » | Classé          | 1945      | Temple du Goût |
| Théâtre Graslin                                         | Place Graslin                                                        | 47° 12′ 49″ nord, 1° 33′ 44″ ouest | « PA00108760 » | Inscrit         | 1998      | Théâtre Graslin |
| Villa Jeannette                                         | 98 boulevard des Anglais                                             | 47° 13′ 37″ nord, 1° 34′ 58″ ouest | « PA44000063 » | Inscrit         | 2017      | Villa Jeannette |
| Villa de la Chantrerie                                  | Route de Gachet                                                      | 47° 17′ 15″ nord, 1° 31′ 33″ ouest | « PA44000013 » | Inscrit         | 1997      | Villa de la Chantrerie |
| Usine des Batignolles                                   | rue du Ranzay                                                        | 47° 08′ 43″ nord, 1° 18′ 48″ ouest | « PA44000070 » | Inscrit         | 2022      | Image manquante Téléverser |

## Objets remarquables
Nantes abrite plusieurs monuments historiques protégés au titre objet parmi les plus importants de France.
| Monument            | Adresse            | Coordonnées                        | Notice         | Protection | Date | Illustration        |
| ------------------- | ------------------ | ---------------------------------- | -------------- | ---------- | ---- | ------------------- |
| Belem               | Quai de la Fosse   | 47° 12′ 29″ nord, 1° 34′ 06″ ouest | « PM44000353 » | Classé     | 1984 | Belem               |
| Lechalas            | Quai de Versailles | 47° 13′ 19″ nord, 1° 33′ 11″ ouest | « PM44000619 » | Classé     | 1986 | Lechalas            |
| Maillé-Brézé (D627) | Quai de la Fosse   | 47° 12′ 24″ nord, 1° 34′ 18″ ouest | « PM44000601 » | Classé     | 1991 | Maillé-Brézé (D627) |
| Chantenay           | Quai de Versailles | 47° 13′ 19″ nord, 1° 33′ 11″ ouest | « PM44000885 » | Classé     | 2013 | Chantenay           |